# ککو (بازیکن فوتبال، زاده ۱۹۹۶)
ککو (انگلیسی: Keko؛ زادهٔ ۲۰ آوریل ۱۹۹۶) بازیکن فوتبال اهل اسپانیا است.
از باشگاه‌هایی که در آن بازی کرده‌است می‌توان به باشگاه فوتبال لوگو اشاره کرد.
وی همچنین در تیم ملی فوتبال زیر ۱۸ سال اسپانیا بازی کرده‌است.